# (7817) Zibiturtle
(7817) Zibiturtle – planetoida z grupy pasa głównego asteroid okrążająca Słońce w ciągu 4 lat i 237 dni w średniej odległości 2,78 j.a. Została odkryta 14 września 1988 roku w obserwatorium Cerro Tololo przez Schelte Busa. Nazwa planetoidy pochodzi od Elizabeth „Zibi” Turtle (ur. 1967), naukowca zajmującego się na badaniami planetarnymi przy Johns Hopkins Applied Physics Laboratory w ramach misji Galileo i Cassini. Przed nadaniem nazwy planetoida nosiła oznaczenie tymczasowe (7817) 1988 RH10.